# Второзаконие
Второзако́ние (ивр. דְּבָרִים‎, Dᵊb̄ārīm, Двари́м, Дебарим — букв. «слова»; лат. Deuteronomium; др.-греч. Δευτερονόμιον Деутероно́мион — «повторённый Закон»; тж. «Пятая книга Моисея») — пятая книга Пятикнижия (Торы), Ветхого Завета и всей Библии. В еврейских источниках эта книга также называется «Мишне Тора» («повторение Закона»), поскольку представляет собой повторное изложение всех предыдущих книг. Книга носит характер длинной прощальной речи, обращённой Моисеем к израильтянам накануне их перехода через Иордан и завоевания Ханаана (Благословение Моисея). В отличие от всех других книг Пятикнижия, Второзаконие, за исключением немногочисленных фрагментов и отдельных стихов, написана от первого лица.
Книга Второзакония была второй по популярности книгой Библии среди Кумранских рукописей, и она представлена 33 свитками.
В книге 34 главы.

## Название
Слово «Второзаконие» происходит от греческого перевода (в Септуагинте) библейского выражения מִשְׁנֵה הַתּוֹרָה‎ ([мишне ха-тора] дословно — «рукопись Торы, переписанная с другой рукописи; список Закона; повторение Торы») — др.-греч. Δευτερονόμιον («второй закон» или «повторённый Закон»). Тем самым содержание этой книги интерпретируется в качестве «второго Закона», провозглашаемого Моисеем в стране Моавской, и соотносится с «первым Законом», который был получен Моисеем от Бога на горе Синай. Название книги соответствует её содержанию, во Второзаконии действительно повторяются значительные по объёму фрагменты религиозного законодательства книги Исход.

## Содержание книги
Господствующим содержанием книги Второзакония является воспроизведение исторического и законодательного элемента книг: Исход, Левит, Числа (с включением, местами, некоторых новых законодательных положений). Книга даёт молодому поколению, родившемуся в пустыне, ретроспективный обзор пути, пройденного сынами Израиля в стремлении достигнуть Обетованной земли и законов, полученных ими через Моисея. Ту же назидательную цель имеют и обличительно-увещательные речи Моисея, помещённые в заключение Второзакония. В общем, Второзаконие представляет подробное предсмертное завещание мудрого и опытного вождя, наделённого вдохновением свыше, молодому, неустойчивому еврейскому народу.

Положение в источниках согласно современной Документальной гипотезе

- Вводные стихи первой главы Второзакония содержат указание на место, где Моисей обратился со своей прощальной речью к израильтянам, и на обстоятельства, предшествовавшие произнесению этой речи[2].
- Далее следует раздел, в котором Моисей увещевает израильтян соблюдать предписания и веления Бога (1:6 — 4:40).
- Второй, основной раздел Второзакония делится на две части.
  - Первая начинается Десятью заповедями и далее в ней излагаются монотеистические и теократические принципы, по которым народ Израиля будет жить в своей стране (главы 5-11).
  - Вторая часть (главы 12-26) является кодексом Второзакония и содержит специальные законы или предписания, дополняющие Десять заповедей:
    1. культовые предписания (включая централизацию богослужения);
    2. гражданские законы;
    3. уголовные законы.

Кодекс заканчивается своего рода заключением и формулой возложения на народ обязательства соблюдать законы.
  - Затем следует повествовательная (от третьего лица) глава 27. В ней говорится о постройке жертвенника на горе Эвал, о благословениях, которые при приходе в Ханаан должны быть произнесены с горы Гаризим, и о проклятиях, которые надлежит произнести с горы Эвал. Перечисляются также некоторые запрещённые деяния, совершение которых влечёт за собой проклятие.
  - Глава 28 содержит перечень благословений, которые ждут Израиль в случае соблюдения предписанных законов, и проклятий, которые ждут его в случае пренебрежения законами.
  - Главы 29-30 содержат обращение Моисея, в котором он настаивает на соблюдении Завета, преданности Богу как основной обязанности израильтян; это же обращение включает призыв к Израилю принять условия установленного во Второзаконии союза с Богом.
  - Глава 31 повествует о назначении Иисуса Навина (Иехошуа бин Нуна) предводителем народа и о том, как Моисей передал написанное им Второзаконие левитам и старейшинам и завещал публично читать его раз в семь лет.
  - Далее следует Песнь Моисея (глава 32),
  - его благословение (глава 33)
  - и заключительная глава 34 с описанием смерти Моисея на горе Нево[2].

Содержание Второзакония сочетает три элемента: исторический, законодательный и назидательный; наиболее характерным и значительным для этой книги является последний, имеющий целью утвердить в сознании израильтян целый ряд нравственных и религиозных принципов, без которых не может сложиться и нормально функционировать государственный и общественный строй. Исторический элемент играет, в данном случае, вспомогательную роль, и все ссылки Моисея на историю преследуют исключительно дидактическую цель. Законодательный элемент служит лишь средством для распространения тех нравственно-религиозных принципов, которые являются существенной частью книги.

## Разделение книги нанедельные главыв иудаизме
1. Дварим / "Слова"  (1:1 — 3:22)
2. Ваэтханан / "И умолял..." (3:23 — 7:11)
3. Экев / "За то, что будешь..." (7:12 — 11:25)
4. Peэ / "Смотри..." (11:26 — 16:17)
5. Шофтим / "Судьи" (16:18 — 21:9)
6. Ки-тецэ / "Когда выйдешь (на войну)"  (21:10 — 25:19)
7. Ки-таво / "Когда придёшь..." (26:1 — 29:8)
8. Ницавим / "Стоите" (29:9 — 30:20)
9. Ваелех / "Когда придёшь" (31:1 — 31:30)
10. Аазину / "Внимайте..." (32:1 — 32:52)
11. Ве-зот ха-браха / "Вот благословение..." (33:1 — 34:12)

## Происхождение книги

### Авторство книги
Хотя еврейская религиозная традиция видит в Моисее автора всего Пятикнижия, уже Авраам Ибн Эзра (1089—1164) обратил внимание на ряд выражений и оборотов во Второзаконии, которые не могли употребляться при жизни Моисея. Так, немецкий библеист Эдуард Ройсс (ум. 1891) решительно отрицал историческую достоверность Второзакония и приписывал (как и Де Ветте) книгу иерусалимскому духовенству.

### Библейская критика
Современная библейская критика рассматривает Второзаконие, в противоположность предшествующим книгам Пятикнижия, как цельное литературное произведение, отождествляя Второзаконие с «Книгой Торы», найденной в Иерусалимском храме в 622 году до н. э. в царствование Иосии (Иошияху). Это отождествление основано на следующем:
1. термин «Книга Торы» употребляется только во Второзаконии и только применительно к самой книге Второзакония;
2. централизация богослужения в Иерусалимском храме, произведённая Иошияху после обнаружения храмовой «Книги Торы», предписывается только во Второзаконии;
3. Второзаконие уделяет много внимания запрещённому Иошияху поклонению звёздам;
4. празднование Песаха в Иерусалиме[7] соответствует установленному во Второзаконии[8], но расходится с традицией, указанной в книге Исход[9];
5. обязательство, взятое на себя народом при царе Иошияху, близко по стилю предписаниям Второзакония.

Некоторые исследователи Библии, например Ричард Фридман, считал, что одним из авторов Второзакония был пророк Иеремия, которому приписывается книга пророка Иеремии. Эти книги написаны очень схожим языком, используют одни и те же устойчивые выражения. Например, выражение «воинство небесное»  (4:19, 17:3; Иер. 8:2, 19:13), «обрежьте крайнюю плоть сердца вашего» (10:16; Иер. 4:4), «Господь вывел вас из печи железной, из Египта» (4:20; Иер. 11:4), «всем сердцем и всей душой» (4:29, 10:12, 11:13, 13:3; Иер. 32:41).
Кроме того, Иеремия назван сыном Хелкии, а Хелкия — это тот самый священник, который «нашёл» Второзаконие во время ремонта Храма.
Существуют и менее радикальные теории происхождения и датировки Второзакония. Некоторые учёные, в особенности защитники традиционного взгляда, считают, что Второзаконие — произведение гораздо более раннего периода. Форма вассального договора, в которую облечены встречающиеся во Второзаконии обязательства, была весьма характерна и для XIV-XIII вв. до н. э., то есть времена, к которым относится жизнь Моисея. Об этом свидетельствует ряд сохранившихся международных документов, относящихся к западной Азии того периода.
Существуют и более радикальные теории. Некоторые учёные считают, что книга Второзакония была написана в послепленный период и легализована путём сочинения рассказа об обнаружении книги закона во времена царя Иосии (Иошияху) и о проведённых им реформах, предписаных в этой книге. Эти учёные считают, что реформы Езекии и Иосии — это вымысел, а культовые места на территории Израиля и Иудеи были уничтожены во времена военных кампаний египтян, ассирийцев и вавилонян, что подтверждается археологическими данными.

## Значение книги
С литературной точки зрения, Второзаконие — высокохудожественное произведение. Написанная в виде завещания Моисея, книга отличается мастерством построения и силой экспрессии. Поучительный характер, придаваемый автором своему творению, заставляет его часто прибегать к повторениям и подробностям; тем не менее, его проповедь нигде не становится риторичной и монотонной. Главы 32 и 33 — блестящие образцы древнейшего поэтического искусства Израиля.